# Verecký průsmyk
Verecký průsmyk (ukrajinsky Середньоверецький перевал) je jedním z klíčových průsmyků karpatského oblouku, v jeho části mezi Zakarpatskou oblastí a zbytkem Ukrajiny.
Průsmyk se nachází mezi údolími řek Latorica a Opir. Leží v nadmořské výšce 841 metrů. Dnes tudy vede silnice ze Zakarpatské oblasti do Lvova.
Cesta se používala už ve starověku. Podle kroniky Gesta Hungarorum překročily v roce 895 maďarské kmeny, vedené Arpádem, Vereským průsmykem Karpaty a dobyly Panonskou nížinu. V roce 1241 tudy vtrhla do Uher mongolská armáda během svého vpádu do střední Evropy. Během první světové války v roce 1914 sváděla rakousko-uherská vojska v průsmyku těžké boje s ruskými jednotkami. Během druhé světové války se v okolí průsmyku také vedly těžké boje (dodnes je zde patrné opevnění tzv. Árpádovy linie).

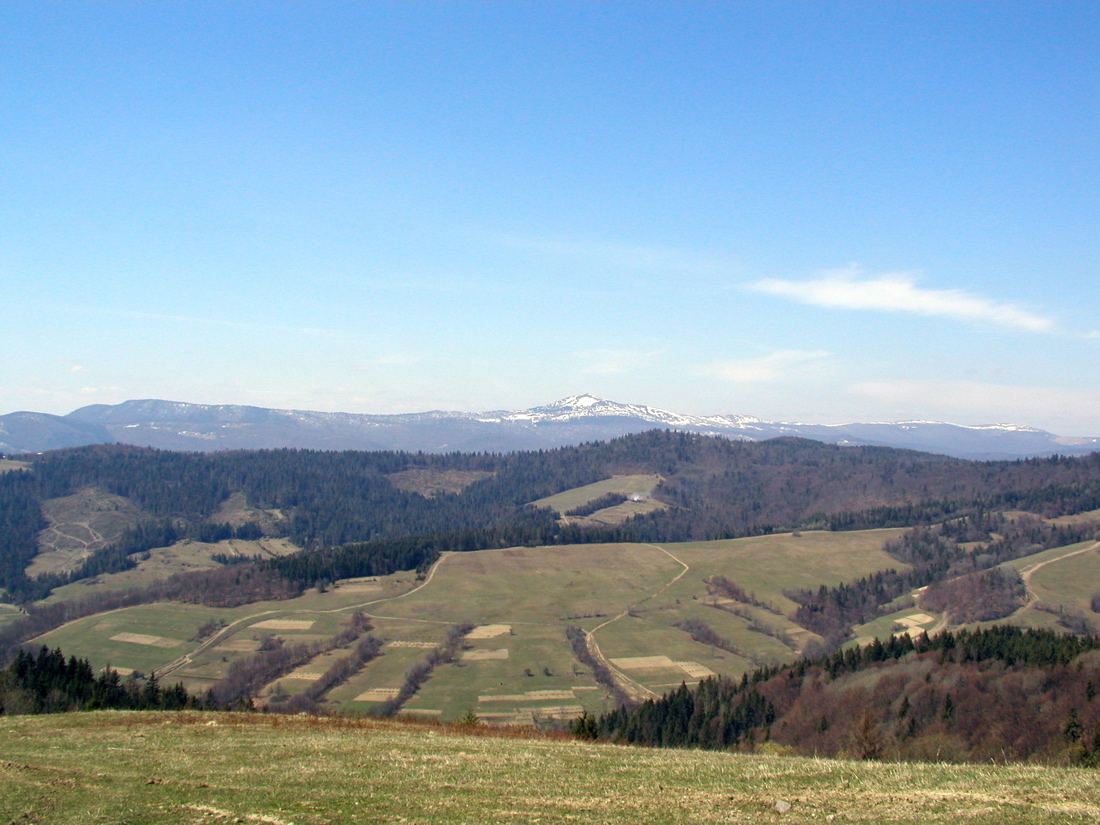
Výhled z Vereckého průsmyku

Průsmyk nabízí výhledy na okolní hřebeny Karpat.
V roce 1896 zde byl postaven památník připomínající příchod Maďarů do vlasti. Památník přežil i Trianonskou dohodu a přičlenění oblasti ČSR. V padesátých letech 20. století byl památník nakonec demontován, horní část obelisku byla později postavena před radnicí v nedaleké obci Tuholka jako pomník sovětským vojákům. V roce 2010 byl obelisk převezen do Maďarska a umístěn v pamětním parku Ópusztaszeri, kde byl v roce 2015 slavnostně otevřen jako zrekonstruovaný.
Kromě něj stojí v průsmyku také ještě památník připomínající karpatskou Síč. Jeho otevření bylo kritizováno polskými politickými představiteli. Stojí zde také památník Pétera Matla z Mukačeva připomínající sedm národů v podobě sedmi kvádrů, které ve svých dějinách překračovaly Karpaty.